# ワンダーボーイ (音楽ユニット)
ワンダーボーイは日本の覆面音楽ユニット。第88回全国高等学校野球選手権大会にて優勝した斎藤佑樹（早稲田大学系属早稲田実業学校高等部）だけのために結成。複数のスタジオ・ミュージシャンが参加している。

## ディスコグラフィー

### シングル
- 青いハンカチ～君がくれた夏の日～（2006年9月27日）テイチクエンタテインメント[1]
- 作詞：川崎敏郎　作曲・編曲：関川秀行[2]
  1. 青いハンカチ～君がくれた夏の日～
  2. 青いハンカチ～甲子園の勇気～
  3. 青いハンカチ～君がくれた夏の日～（Instrumental）
  4. 青いハンカチ～甲子園の勇気～（Instrumental）